# Nicolas Pietri
Nicolas Pietri, né le 2 février 1863 à Sartène en Corse et mort le 8 février 1964 à Ajaccio, est un homme politique, homme d'affaires à la réputation controversée et amateur d'art français.

## Biographie
Issu d'un milieu modeste du sud de la Corse, Nicolas Pietri naît en 1863 dans le quartier de la Manighedda à Sartène où son père est cordonnier. Durant son enfance, il fréquente l’école des Frères des écoles chrétiennes (« les ignorantins ») de Sartène et même, pendant quelques mois, leur cours secondaire. À quatorze ans et, grâce à l'acte de naissance d'un frère décédé, il passe avec succès l’examen de stagiaire télégraphiste puis est reçu au concours de surnuméraire des postes.
Pietri débute donc comme aide télégraphiste à 14 ans et demi. Muté à Narbonne à l’âge de vingt ans, il continue de s’instruire et s’initie aux arts et belles-lettres. À l'origine donc fonctionnaire des postes, il intègre par la voie interne l'École supérieure de télégraphie. Détaché de son administration il devient directeur à la Compagnie française des câbles télégraphiques. Très rapidement, il noue de multiples contacts dans le milieu des affaires et celui de la presse. Il est notamment de 1917 à 1920 directeur de L'Homme libre, administrateur de La Compagnie Française de TSF, ancêtre de la CSF et administrateur délégué de la Compagnie Radio Maritime. Il est parent très éloigné de François Pietri.
Nicolas Pietri paraît avoir été proche des services secrets français tout en étant le représentant en France du marchand d'armes Basil Zaharoff. Pietri, comme lui, s'est intéressé au pétrole, à la radio et aux câbles sous-marins (Compagnie Radio France) et aux armes lourdes (Vickers-France), société qui employa un temps Michel Clemenceau, fils du « Tigre ».
Il est, à partir de 1900, l'éminence grise et le meilleur ami de Georges Clemenceau qu'il accompagne dans son voyage aux Indes en 1920-1921 et dont il a été l'exécuteur testamentaire.
Voici le testament de Clemenceau :

« Je veux être enterré au « Colombier » à côté de mon père. Mon corps sera conduit de la maison mortuaire au lieu d’inhumation sans aucun cortège. Aucune ablation ne sera pratiquée. Ni manifestation, ni invitation, ni cérémonie.
Autour de la fosse, rien qu’une grille de fer, sans nom, comme pour mon père. Dans mon cercueil, je veux qu’on place ma canne à pomme de fer qui est de ma jeunesse et le petit coffret recouvert de peau de chèvre qui se trouve au coin gauche de l’étage supérieur de mon armoire à glace. On y laissera le petit livre qui y fut déposé par la main de ma chère maman.
Enfin, on y joindra deux bouquets de fleurs desséchées qui sont sur la cheminée de ma chambre qui donne accès au jardin. On mettra le petit bouquet dans l’obus qui contient le grand, et le tout sera déposé à côté de moi.Je nomme mon très cher ami Nicolas Pietri mon exécuteur testamentaire, en lui adjoignant Me Pournin, avocat, et mon fils Michel, et je les remercie de la peine que cela pourra leur donner. »

Clemenceau lui écrit le 29 avril 1929, alors que Pietri n'est pas élu maire de Sartène : « Quand on tient le bonheur, il ne faut pas le lâcher ». Il semble avoir brûlé une partie des papiers du « Tigre ».
Il fait toute sa vie des dons importants, notamment pour la construction du collège Clemenceau à Sartène où il fait ouvrir une classe de radiotélégraphie et de l'hôpital Eugénie à Ajaccio.
En 1938, il fait ériger la célèbre statue de Napoléon sur l'esplanade face à sa maison du Casone à Ajaccio, près de l'avenue qui porte son nom. En 1970, la maison est cédée au Département de la Corse par la commune de Sartène.
Il accueille dans sa maison d'Ajaccio, édifiée dans les années 1920 au Casone, décorée d'œuvres de Watteau, Manet et de ses amis Maximilien Luce, Paul Signac, Claude Monet, de nombreuses personnalités comme Georges Clemenceau, Winston Churchill, Antoine Pinay, Gaston Monnerville, le général Patton, le maréchal de Lattre de Tassigny.
Description du dessin dans Nicolas Pietri l'Ami de Clemenceau par Louis Altieri :

« C'est alors qu'il se lia d'amitié avec le peintre Luce, qui laissa de lui un portrait au crayon. Le dessin sur papier teinté se trouve dans un cadre de bois doré, à l'entrée de la salle à manger du Casone. Nicolas Piétri est assis, comme il vient d'arriver, le bras droit appuyé sur le dossier de la chaise, la redingote abandonnée sur l'autre. Veston droit à large revers, col cassé et nœud rectangulaire de soie noire, c'est élégance du temps, jeune professeur ou jeune rédacteur de ministère, mais élégance et jeunesse à ne pas s'y tromper… »

Il a été maire d'Olivese de 1941 à 1944, village dont sa femme était originaire, puis maire de Sartène de 1952 à 1955, où son élection a permis de chasser temporairement les communistes de la petite ville.
Des rues à Ajaccio et à Sartène ainsi que son chalet d'Olivese portent son nom.

## Décorations
- Commandeur de la Légion d'honneur (1952)[2]
  - officier en 1919[2]
  - chevalier en 1903[2]
- Commandeur de l'ordre du Mérite postal (1953)[3]

## Médaille
Lors de son centenaire il a été frappé une médaille en bronze 68 mm, poinçon corne d'abondance, par Roger Bertrand Baron. Avers/ NICOLAS PIETRI AET[atis] S[uae].C[entum]., son buste à gauche. Revers/ AJACCIO OLIVESE SARTENE, blasons, dessous FAMILIAE PATRIAE AMICITIAE FORTIS ET FIDELIS SAECVLVM VITAE CONSECRAVIT. MDCCCLXIII. MCMLXIII (1863-1963). La traduction est: Nicolas Pietri, ayant atteint l'âge de cent ans / Homme fort et loyal, il consacra un siècle de vie à la famille, à l'amitié, à la patrie.